# Präsidentschaftswahl in der Slowakei 1999
Die Präsidentschaftswahl in der Slowakei 1999 fand am 15. (erste Runde) und 29. (zweite Runde) Mai 1999 statt. Zum ersten Mal konnten die slowakischen Bürger einen Präsidenten wählen, da der vorherige Präsident, Michal Kováč, im Jahr 1993 vom Parlament gewählt worden war. Seine Amtszeit endete am 2. März 1998, worauf Vladimír Mečiar, Ivan Gašparovič, Mikuláš Dzurinda und Jozef Migaš die amtierenden Präsidenten waren, bevor Rudolf Schuster in der Wahl siegte.

## Vorgeschichte
Nach der Entstehung der unabhängigen Slowakei wurde der Präsident vom Parlament gewählt. Im Februar 1993 wurde Michal Kováč zum ersten Präsidenten gewählt. Anfang 1997 führte ein Großteil der Opposition gegen die Regierung unter Ministerpräsident Mečiar eine Kampagne für ein Referendum über die Änderung der Verfassung mit dem Ziel der zukünftigen Volkswahl des Präsidenten durch. Nach dem Erreichen der notwendigen Anzahl an Unterstützungsunterschriften hierfür, setzte Präsident Michal Kováč das Referendum für den 23. und 24. Mai 1997 an. Zugleich stellte er auch die von der HZDS geleiteten Regierung geforderten Fragen zum Beitritt zur NATO und Stationierung ausländischer Truppen und Atomwaffen in der Slowakei zur Abstimmung. Bei der Durchführung des Referendums wurde jedoch durch die Regierung, in einseitiger Interpretation einer Entscheidung des Verfassungsgerichtes, die Präsidentschaftswahlen-Frage weggelassen. Dies führte zur Bezeichnung als „verhindertes Referendum“ und einer Oppositionskampagne zum Boykott der Abstimmung. Diese scheiterte mit einer Beteiligung von weniger als 10 %, weit unter der mindestens nötigen Teilnahme der Hälfte der Wahlberechtigten. Als Folge kam es zu heftigen innenpolitischen Konflikten und einer außenpolitischen Isolierung des Landes.
Michal Kováčs Amtszeit endete am 2. März 1998; der Nationalrat konnte jedoch keinen neuen Präsidenten wählen, da kein Kandidat die verfassungsmäßige Mehrheit (91 von 150) erhielt. Damit waren ab diesem Datum die amtierenden Präsidenten Vladimír Mečiar und ab 14. Juli auch Ivan Gašparovič. Nach der Parlamentswahl in der Slowakei 1998 waren es Mikuláš Dzurinda und Jozef Migaš. Die neue Regierung von Mikuláš Dzurinda (siehe Regierung Dzurinda I) war in der Lage, die Verfassung zu ändern; dies geschah am 14. Januar 1999.

## Wahlergebnis

### Erster Wahlgang
Die erste Wahlrunde fand am 15. Mai 1999 statt.
In der ersten Wahlrunde dominierten der Regierungskandidat Rudolf Schuster und der Oppositionsvertreter Vladimír Mečiar vor allen anderen Kandidaten. Keiner hat aber eine absolute Mehrheit erhalten, und damit wurde eine zweite Wahlrunde notwendig. Schuster siegte in Großstädten Bratislava und Košice, im gesamten Süden der Slowakei, um Banská Bystrica, in der Zips und Šariš; der ehemalige Ministerpräsident Mečiar hat im weiteren Waag- und Neutratal, teilweise in der Mittelslowakei und vereinzelt im Nordosten und äußersten Westen die Mehrheit erhalten.
Anmerkung: Michal Kováč gab seine Kandidatur noch vor der Wahl auf.

### Zweiter Wahlgang
Die zweite Wahlrunde fand am 15. Mai 1999 statt.
In der zweiten Wahlrunde siegte Schuster mit rund 14 % Vorsprung und wurde damit Präsident für die nächsten fünf Jahre. Im Gegensatz zur ersten Wahlrunde konnte Schuster auch die Gegend von Bratislava und die Region Záhorie gewinnen und hollte auch vereinzelt in der Nordslowakei auf; Mečiar hingegen konnte nur einen Bezirk die Mehrheit umdrehen.

### Gesamtergebnis
| Kandidaten                                                                                | Kandidaten          | Parteien                                                                | 1. Wahlgang | 1. Wahlgang | 2. Wahlgang | 2. Wahlgang |
| Kandidaten                                                                                | Kandidaten          | Parteien                                                                | Stimmen     | %           | Stimmen     | %           |
| ----------------------------------------------------------------------------------------- | ------------------- | ----------------------------------------------------------------------- | ----------- | ----------- | ----------- | ----------- |
|                                                                                           | Rudolf Schuster     | Strana občianskeho porozumenia (KDH – DÚ – DS – SDSS – SZS – SDĽ – MKP) | 1.396.950   | 47,4        | 1.727.481   | 57,2        |
|                                                                                           | Vladimír Mečiar     | Hnutie za demokratické Slovensko                                        | 1.097.956   | 37,2        | 1.293.642   | 42,8        |
|                                                                                           | Magdaléna Vášáryová | Parteilos                                                               | 194.635     | 6,6         |             |             |
|                                                                                           | Ivan Mjartan        | Parteilos                                                               | 105.903     | 3,6         |             |             |
|                                                                                           | Ján Slota           | Slovenská národná strana                                                | 73.836      | 2,5         |             |             |
|                                                                                           | Boris Zala          | Parteilos                                                               | 29.697      | 1,0         |             |             |
|                                                                                           | Juraj Švec          | Parteilos                                                               | 24.077      | 0,8         |             |             |
|                                                                                           | Juraj Lazarčík      | Komunistická strana Slovenska                                           | 15.386      | 0,5         |             |             |
|                                                                                           | – 1                 | –                                                                       | 5.425       | 0,2         |             |             |
|                                                                                           | Ján Demikát         | Parteilos                                                               | 4.537       | 0,2         |             |             |
| Gesamt                                                                                    | Gesamt              | Gesamt                                                                  | 2.948.402   | 100         | 3.021.123   | 100         |
|                                                                                           |                     |                                                                         |             |             |             |             |
| Ungültige Stimmen                                                                         | Ungültige Stimmen   | Ungültige Stimmen                                                       | 36.022      | 1,2         | 28.098      | 0,9         |
| Wähler                                                                                    | Wähler              | Wähler                                                                  | 2.984.424   | 73,9        | 3.049.221   | 75,5        |
| Wahlberechtigte                                                                           | Wahlberechtigte     | Wahlberechtigte                                                         | 4.038.899   |             | 4.041.181   |             |
|                                                                                           |                     |                                                                         |             |             |             |             |
| Quellen: Štatistický úrad, 1. Wahlgang: Ergebnis, Wähler – 2. Wahlgang: Ergebnis – Wähler |                     |                                                                         |             |             |             |             |

- 1 Michal Kováč (Parteilos)